# Moulin des Bouillons
Le moulin des Bouillons est un ancien moulin à huile d'olive situé à Gordes, dans le Vaucluse, classé aux monuments historiques depuis 1984.

## Historique
Construit en 1762 sur un site gallo-romain où se sont succédé plusieurs pressoirs, le moulin utilise une grande partie de ses canalisations gallo-romaines.
Il a une masse de 7 tonnes et une longueur de 10 mètres; il est muni de cuves creusées dans le roc. Il relate l'histoire de l'huile d'olive et du savon de Marseille dans la Méditerranée, et montre amphores et lampes à huile antiques
. 
Il a conservé tous ses éléments de travail d'origine.
On le disait « presse à sang », car c'était non pas la force d'éléments naturels comme l'eau ou le vent qui causait son mouvement, mais celle des muscles d'un homme ou d'un animal comme un mulet. 
.

## Aujourd'hui
Le lieu héberge aujourd'hui un parcours de sculptures contemporaines.
.